# 大京穴吹建設
株式会社大京穴吹建設（だいきょうあなぶきけんせつ、Daikyo Anabuki Construction, Inc.）は、香川県高松市に本社を置く建設会社。大京の完全子会社で、オリックスグループに属する。

## 概要
2014年に大京アステージの工事事業（大規模修繕工事専業）を分社化した株式会社大京建設と、2013年に大京の子会社となった穴吹工務店の子会社で、経営破綻直前の2009年に建設事業部を移管された株式会社穴吹建設が2015年に合併して発足した企業である。存続会社は大京建設だが、後述の通り穴吹建設のほうが事業範囲が広いため、本店は高松市に置かれている。

## 事業エリア
オリックスグループ内の新築マンション建設・大規模修繕工事以外の事業のは旧穴吹建設の営業エリアのみとなり、その中でも分野ごとに対応可能エリアが限られている。そのため東日本地区からのオリックスグループ外からの問い合わせには応じていない。
以下に各分野ごとの対応可能エリアを示す。なお、香川県・岡山県は全分野対応可能なので省略する。
- 土地活用：四国・九州
- 新築戸建て：徳島県
- サービス付き高齢者向け住宅：広島県・四国・九州
- 店舗・事務所・公共事業：広島県・四国・九州
- アパート・賃貸マンション：関西・広島県・四国

## 沿革

### 大京建設
- 1984年：大京管理（現大京アステージ）が建設業を開始。
- 2013年：大京建設設立。
- 2014年：大京アステージの工事事業を承継。

### 穴吹建設
- 2000年：改修工事に対応するため、穴吹ホームテックを設立。
- 2009年：商号を穴吹建設に変更し、穴吹工務店の建設事業部を移管。

### 大京穴吹建設
- 2015年：大京建設が穴吹建設を吸収合併し、現商号に変更。

## 不祥事・事件

### 2025年マンション談合疑惑
関東地域のマンションの大規模修繕工事を巡る談合疑惑で、公正取引委員会が2025年4月23日、独禁法違反（不当な取引制限）の疑いで立ち入り検査を行った。